# 55年體制
55年體制（日语：／ Gojūgonen Taisei */?）是指日本自1955年出現的一種政治格局，即長期維持自民黨為執政黨、社會黨為最大在野黨的穩定兩黨政治狀態。一般認為該體制結束於1993年自民黨第一次下野。
55年體制一詞最早見於政治學者升味準之輔發表的1964年論文「1955年的政治體制」（《思想》1964年4月号）。

## 經過
1955年，當時執政的自由黨與日本民主黨合併為自民黨（保守联合），1945年成立的社會黨也在該年結束分裂狀態。之後的歷次國會選舉中，代表保守主義的自民黨、以及代表社會主義的社會黨，就長期分居第一與第二大黨的地位。
1980年代後期，由於自民黨政權腐化、派系平衡崩潰而陷入分裂。加之泡沫經濟的崩潰導致長期經濟不景氣，以及1989年两位首相竹下登和宇野宗佑也先后被曝出丑闻，導致自民黨在1989年參議院選舉慘敗，失去參議院的多數黨地位，社會黨則席次大增，黨勢一度上揚。然不久之後，兩黨皆陷入衰退局面，其中自民黨部分改革派黨員出走成立新生黨、先驅新黨等數個政黨，進而使得1990年代的日本政壇引發組建新政黨的「新黨熱潮」（新党ブーム）。而在自民党内，第一大派阀经世会的会长金丸信在東京佐川急便事件后倒台，随后竹下登与金丸信指定的接班人小泽一郎产生矛盾并最终造成经世会分裂，小泽一郎和羽田孜退出经世会另立门户。1993年6月17日，社会党、公明党、民社党3个在野党以政治改革法案在国会搁浅，是时任首相宫泽喜一的重大失职为由，正式向众议院议长樱内义雄提出对宫泽内阁的不信任案，并得到共产党的支持。18日在国会对该案表决的关键时刻，作为自民党党员的小泽一郎和羽田派议员35人也投了赞成票，致使不信任案获得通过，宫泽内阁倒台。同日宫泽喜一宣布解散众议院，随后在第40屆日本眾議院議員總選舉後，自民黨在眾議院不再擁有過半議席，這為政黨輪替提供了條件；在多個黨派的共同推進之下，社會黨等7黨1會派在國會議席總數略多於自民黨的基礎上組成聯合政府（非自民・非共產連立政權），并由日本新党党魁细川护熙出任首相，自此自民黨结束了連續38年的執政地位，「55年體制」告終，日本政坛也实现了自1955年以来的第一次政党轮替。

## 後續
社會黨雖成功聯合其他政黨取得政權，因執政聯盟內各黨的政策對立等原因，此聯合政府僅維持約10個月，至1994年便因社會黨的退出而告終結，随后上台的首相羽田孜也因为社会党退出联名仅维持了两个月便下台。之後，社會黨選擇與自民黨組成大聯合政府（自社先連立政權），加上大幅改變原有立場，如承認自衛隊合憲性及日美安保條約等，以及村山内阁在处理阪神大地震灾情上反应过于迟缓，導致流失大量支持者。社會黨於1996年改組為社民黨，但在國會的議席大幅減少，影響力不如以往。1996年1月5日，社会党籍首相村山富市辞职，时任副首相、自民党籍的桥本龙太郎出任首相，自民党在时隔三年后再次成为执政党。1998年參議院選舉後，自民黨重新取得一黨獨大地位，並在隔年與公明黨組成聯合政府（自公連立政權）。至於社會黨原有的第二大黨地位，則由1998年成立的民主黨接替。
2009年，麻生太郎领导的自民党在第45届日本众议院议员总选举中惨败，而鸠山由纪夫领导的民主党获得了压倒性胜利，自民党再次成为在野党并首次失去日本众议院第一大党的地位，日本政坛也实现了21世纪的第一次政党轮替。但之后由于三一一大地震和福岛第一核电站事故灾后处理不当以及消费税法案导致民主党分裂，自民党在第46届日本众议院议员总选举中再次取得胜利成为执政党，时任自民党总裁安倍晋三二度出任首相。